# Catolicós
Catolicós (del grec καθολικός) és el títol de la màxima autoritat en algunes Esglésies orientals. En alguns casos, per exemple entre els nestorians i els georgians, el terme significa el mateix que patriarca. En altres casos, com en l'Església Apostòlica Armènia, el catolicós és superior al patriarca.